# درآمد ناخالص
درآمد ناخالص (انگلیسی: Unearned income) در اقتصاد و حسابداری، به درآمدی گفته می‌شود که از طریق مالکیت زمین یا هر دارایی سرمایه ای دیگر به‌دست می‌آید. این اصطلاح نخستین بار توسط هنری جورج برای اشاره به درآمدهای حاصل از مالکیت ملک، به کار گرفته شد. امروزه این اصطلاح اغلب به درآمدهای دریافت شده به موجب مالکیت دارایی، (درآمد مالکیت) ارث و پرداخت‌های حاصل از مالکیت منابع عمومی اشاره دارد. درآمدهای ناخالص عمدتاً به سه دسته تفکیک می‌شوند، که شامل درآمدهای حاصل از اجاره املاک، سود حاصل از مالکیت دارایی‌های مالی و سود حاصل از مالکیت تجهیزات سرمایه‌ای می‌باشند.